# 즐라린섬

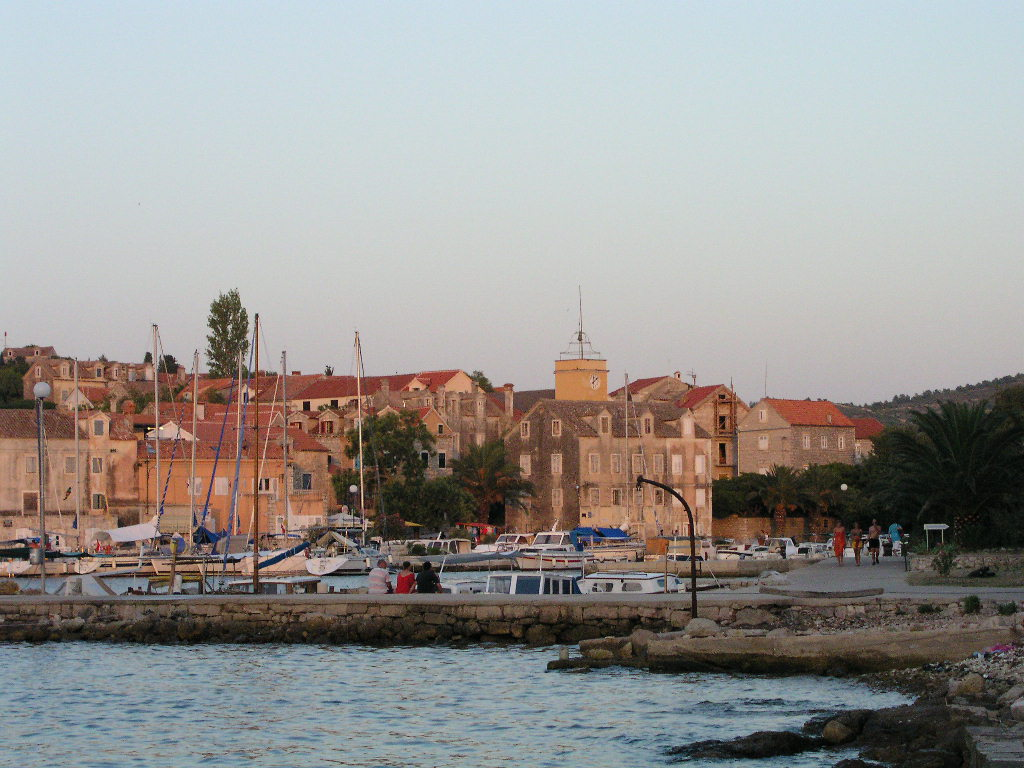
즐라린섬

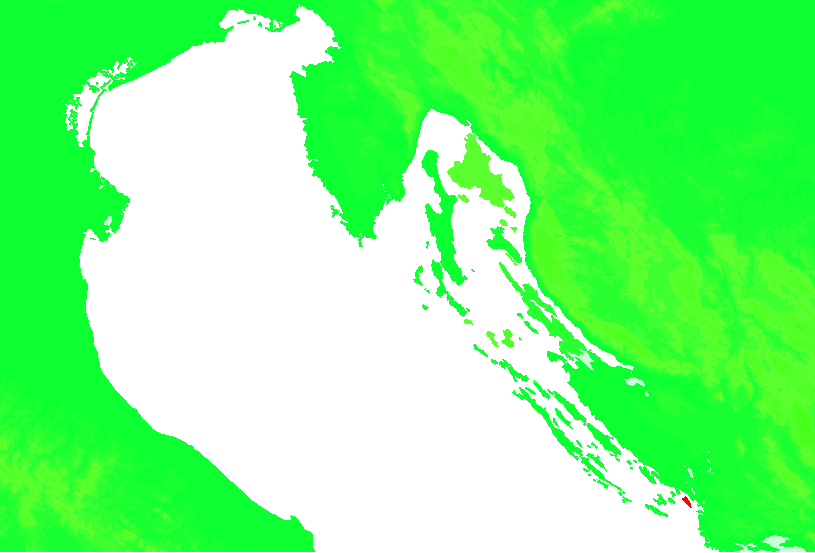
즐라린섬의 위치

즐라린섬(크로아티아어: Zlarin, 이탈리아어: Slarino)은 아드리아해에 위치한 크로아티아의 섬으로 면적은 8.19km2, 높이는 174m, 인구는 284명(2011년 기준), 인구 밀도는 35명/km2이다.
행정 구역상으로는 시베니크크닌주에 속하며 시베니크 군도의 일부를 형성한다. 시베니크의 남서쪽에 위치하고 있고 해안선의 길이는 18.7km에 달한다. 크로아티아 본토에 위치한 도시인 시베니크, 보디체를 연결하는 페리 노선이 하루에 약 10회 정도 운행되고 있다. 무화과나무, 측백나무를 비롯한 각종 식물들이 자생한다. 맑은 날에는 벨레비트산맥이 보인다.